# Alopecosa rapa
Alopecosa rapa är en spindelart som först beskrevs av Karsch 1881.  Alopecosa rapa ingår i släktet Alopecosa och familjen vargspindlar.
Artens utbredningsområde är Gilbertöarna. Inga underarter finns listade i Catalogue of Life.